# تاداشي كاواشيما
تاداشي كاواشيما (باليابانية: 河島正؛ بالكانا: かわしま ただし) هو مانغاكا ياباني، ولد في 7 أبريل 1969 في إهيمه في اليابان، وتوفي في 15 يونيو 2010 بسبب سرطان الكبد.